# Копенгагенская интерпретация
Копенга́генская интерпрета́ция — интерпретация (толкование) квантовой механики, которую сформулировали Нильс Бор и Вернер Гейзенберг во время совместной работы в Копенгагене около 1927 года. Бор и Гейзенберг усовершенствовали вероятностную интерпретацию волновой функции, данную Максом Борном, и попытались ответить на ряд вопросов, возникающих вследствие свойственного квантовой механике корпускулярно-волнового дуализма, в частности на вопрос об измерении.

## Основные идеи копенгагенской интерпретации
Физический мир состоит из квантовых (малых) объектов и классических измерительных приборов.
Волновая функция (решение уравнения Шрёдингера) описывает изменение квантового состояния объектов.
Изменение состояния классических измерительных приборов описывается необратимым статистическим процессом измерения характеристик квантовых микрообъектов.
В процессе взаимодействия микрообъекта с атомами измерительного прибора происходит редукция волновой функции измеряемого микрообъекта, то есть сведение суперпозиции к одному состоянию. Этот результат не следует из уравнения Шрёдингера.
Согласно копенгагенской интерпретации, квантовая механика описывает не микрообъекты сами по себе, а их свойства, проявляющиеся в макроусловиях, создающихся классическими измерительными приборами в процессе акта наблюдения.

Поведение атомных объектов невозможно резко отграничить от их взаимодействия с измерительными приборами, фиксирующими условия, при которых происходят явления
Квантовая механика является статистической теорией, вследствие того, что измерение начальных условий микрообъекта изменяет его состояние и приводит к вероятностному описанию исходного положения микрообъекта, которое описывается волновой функцией. Центральным понятием квантовой механики является комплексная волновая функция. Можно описать изменение волновой функции до нового измерения. Его ожидаемый результат зависит вероятностным образом от волновой функции. Физически значимым является лишь квадрат модуля волновой функции, означающий плотность вероятности нахождения изучаемого микрообъекта в некотором месте пространства.
Закон причинности в квантовой механике выполняется по отношению к волновой функции, изменение которой во времени полностью определяется её начальными условиями, а не по отношению к координатам и скоростям частиц, как в классической механике. Вследствие того, что физический смысл имеет лишь квадрат модуля волновой функции, начальные значения волновой функции невозможно полностью найти в принципе, что приводит к неопределённости знаний о начальном состоянии квантовой системы.
Философскую основу копенгагенской интерпретации составляют гносеологические принцип наблюдаемости (исключение, насколько возможно, из физической теории утверждений, которые не могут быть проверены непосредственным наблюдением), принцип дополнительности (волновое и корпускулярное описание микрообъектов являются дополнительными друг к другу), принцип неопределённости (координата и импульс микрообъектов не могут быть определены независимо друг от друга и с абсолютной точностью), принцип статистического детерминизма (данное состояние замкнутой физической системы определяет её последующее состояние не однозначно, а лишь с определённой вероятностью, описывающей меру возможности осуществления заложенных в прошлом тенденций изменения) и принцип соответствия (законы квантовой механики переходят в законы классической, когда можно пренебречь величиной кванта действия).

…в квантовой физике данные об атомных объектах, полученные при помощи разных экспериментальных установок, находятся в своеобразном дополнительном отношении друг к другу.

…соотношения неопределённостей Гейзенберга…дают связь (обратную пропорциональность) между неточностями допустимого в квантовой механике фиксирования тех кинематических и динамических переменных, которыми в классической механике определяется состояние физической системы.
Серьёзным преимуществом копенгагенской интерпретации является то, что она не использует детальных высказываний о непосредственно физически не наблюдаемых величинах и при минимуме используемых предпосылок выстраивает систему понятий, которые исчерпывающим образом описывают имеющиеся на сегодня экспериментальные факты.

## Смысл волновой функции
Копенгагенская интерпретация предполагает, что на волновую функцию могут влиять два процесса:
- унитарная эволюция согласно уравнению Шрёдингера
- процесс измерения

По поводу первого процесса не возникает разногласий ни у кого, а по поводу второго имеется ряд различных интерпретаций, даже в пределах самой копенгагенской интерпретации. С одной стороны, можно полагать, что волновая функция является реальным физическим объектом и что она во время второго процесса претерпевает коллапс, с другой стороны, можно считать, что волновая функция — лишь вспомогательный математический инструмент (а не реальная сущность), единственное предназначение которой — это давать нам возможность рассчитывать вероятности. Бор подчёркивал, что единственное, что можно предсказывать — это результаты физических опытов, поэтому дополнительные вопросы относятся не к науке, а к философии. Бор разделял философскую концепцию позитивизма, которая требует, чтобы наука говорила только о реально измеримых вещах.
В классическом двухщелевом опыте свет проходит через две щели и падает на экран, где появляются тёмные и светлые интерференционные полосы. Это можно объяснить тем, что в некоторых местах световые волны взаимно усиливаются, а в других — гасятся. С другой стороны, эксперимент показывает, что свет обладает и свойствами потока частиц, а такие объекты, как электроны, могут проявлять и волновые свойства и тоже могут давать интерференционную картину.
Это ставит несколько интересных вопросов. Допустим, двухщелевой эксперимент проводится с настолько низкой интенсивностью потока фотонов (или электронов), что каждый раз через щели проходит только по одной частице. Однако, когда экспериментатор сложит точки попадания всех фотонов на экран, он получит ту же интерференционную картину от накладывающихся волн, несмотря на то, что вроде бы опыт касался отдельных частиц. Это можно интерпретировать так, что мы живём в «вероятностной» вселенной — такой, что в ней с каждым будущим событием связана определённая степень возможности, а не в такой, что в каждый следующий момент может случиться всё что угодно.

## Следствия
Данный опыт ставит следующие вопросы:
1. Законы квантовой механики говорят о том, где частицы попадут в экран статистически и дают возможность рассчитать местоположение светлых полос, куда скорее всего попадёт много частиц и местоположение тёмных полос, куда скорее всего попадёт мало частиц. Однако для отдельной частицы законы квантовой механики не способны предсказать, где она окажется фактически. Каковы в таком случае правила поведения отдельных частиц?
2. Что происходит с частицей между моментом испускания и моментом регистрации? Создаётся впечатление, что частица претерпевает взаимодействие с обеими щелями. И это кажется противоречащим тому, как может себя вести точечная частица. Тем более что, когда частица регистрируется, она оказывается точечной.
3. Что заставляет частицу переключаться от статистического к нестатистическому поведению и обратно? Когда частица летит сквозь щели, её поведение описывается нелокализованной волновой функцией, которая одновременно проходит через обе щели. Когда же частица регистрируется, никогда не получается размытый волновой пакет, но всегда фиксируется точечная частица.

Копенгагенская интерпретация отвечает на эти вопросы так:
1. Вероятностный характер предсказаний квантовой механики принципиально неустраним, то есть он вовсе не говорит о том, что наши знания ограничены, что мы не знаем значений каких-то скрытых переменных. В классической физике вероятность использовалась для описания результатов типа подбрасывания игральной кости, хотя фактически этот процесс считался детерминированным. То есть вероятности использовались вместо неполного знания. Напротив, копенгагенская интерпретация утверждает, что в квантовой механике результат измерения принципиально недетерминирован.
2. Физика — это наука о результатах измерительных процессов. Измышления на тему того, что происходит за ними, неправомерны. Копенгагенская интерпретация отбрасывает вопросы типа «где была частица до того, как я зарегистрировал её местоположение» как бессмысленные.
3. Акт измерения вызывает мгновенное схлопывание, «коллапс волновой функции». Это означает, что процесс измерения случайно выбирает в точности одну из возможностей, допустимых волновой функцией данного состояния, а волновая функция мгновенно изменяется, чтобы отразить этот выбор.

Оригинальная формулировка копенгагенской интерпретации породила ряд вариаций; наиболее уважаемая основана на подходе непротиворечивых событий («Копенгаген прав?») и понятии квантовой декогеренции, которая позволяет рассчитывать нечёткую границу между «микро» и «макро» мирами. Другие вариации различаются степенью «реалистичности» волнового мира.

## Критика
Полнота квантовой механики (тезис 1) была подвергнута сомнению в мысленном эксперименте Эйнштейна, Подольского и Розена (ЭПР-парадокс), который был предназначен для того, чтобы доказать, что скрытые параметры должны существовать, чтобы теория не приводила к нелокальному и мгновенному «дальнодействию». Однако проверка ЭПР-парадокса на опыте при помощи неравенств Белла показала, что квантовая механика верна и что различные теории локальных скрытых параметров не согласуются с экспериментом.
Из всех трёх тезисов с физической точки зрения наиболее проблематичен последний, поскольку он ставит процессы измерения в особое положение, но не определяет ясно, что они такое, и не указывает на их отличительные черты.
Многие физики и философы не соглашаются с копенгагенской интерпретацией, как потому, что она не детерминистична, так и потому, что она вводит неопределённое понятие измерения, которое превращает вероятностные функции в достоверные результаты измерений.
Эйнштейн был убежден в неполноте описания физической реальности, даваемого квантовой механикой в её копенгагенской интерпретации: «Думать так логически допустимо, но это настолько противоречит моему научному инстинкту, что я не могу отказаться от поисков более полной концепции».
Иллюстрируя это, Эйнштейн писал Борну: «Я убеждён, что Бог не бросает кости», — а также восклицал в беседе с Абрахамом Пайсом: «Вы и вправду думаете, что Луна существует, лишь когда вы на неё смотрите?». Н. Бор отвечал ему: «Эйнштейн, не указывайте Богу, что делать». Эрвин Шрёдингер придумал знаменитый мысленный эксперимент про кота Шрёдингера, которым он хотел показать неполноту квантовой механики при переходе от субатомных систем к макроскопическим.
Аналогично вызывает проблемы необходимый «мгновенный» коллапс волновой функции во всём пространстве. Теория относительности Эйнштейна говорит, что мгновенность, одновременность, имеет смысл только для наблюдателей, находящихся в одной системе отсчёта — не существует единого для всех времени, поэтому мгновенный коллапс тоже остаётся не определён.

## Распространённость среди учёных
Неофициальный опрос, сделанный в 1997 году на симпозиуме под эгидой UMBC, показал, что Копенгагенская интерпретация поддерживается менее чем половиной опрошенных участников, но по-прежнему лидирует среди тех, кто не воздержался от ответа. В целом голоса участников опроса распределились следующим образом:
| Интерпретация                                          | Отдано голосов |
| ------------------------------------------------------ | -------------- |
| Копенгагенская интерпретация                           | 13             |
| Многомировая интерпретация                             | 8              |
| Интерпретация Бома                                     | 4              |
| Последовательные истории                               | 4              |
| Модифицированная динамика (ГРВ)                        | 1              |
| Ничего из предложенного выше или затруднились ответить | 18             |

## Альтернативы
Многие физики склоняются к так называемой «никакой» интерпретации квантовой механики, ёмко выраженной в афоризме Дэвида Мермина: «Заткнись и считай!» (ориг. англ. «Shut up and calculate!»), часто (видимо, по ошибке) приписываемом Ричарду Фейнману или Полю Дираку.